# Busserotte-et-Montenaille
Busserotte-et-Montenaille é uma comuna francesa na região administrativa da Borgonha-Franco-Condado, no departamento [[Côte-d'Or]]. Estende-se por uma área de 6,56 km². Em 2010 a comuna tinha 26 habitantes (densidade: 4 hab./km²).

## História
Desde o início, estes dois vilarejos dependiam da senohria de Grancey.
Montenaille foi dado a título de caridade aos Templários de Bure, em 1132, mas em 1312 retorna para a casa de Grancey. Havia em Montenaille um hospital.
Busserotte pertencia, até o século XIV a senhoria de Courlon, que era um feudo da casa de Grancey. Os rendimentos de uma parcela da vila, entre as quais o moinho, são dados a título de caridade aos cônegos da colegiada de Saint Jean de Grancey por volta de 1365. Esta propriedade será objeto, ao longo dos anos, de inúmeras trocas entre os cônegos e os senhores de Grancey. estes últimos guardando sempre o direito de justiça. Em 1791 o moinho foi vendido como "bem nacional".

## Demografia
O censo de 1793 contou 117 habitantes, 57 em Montenaille e 60 em Busserotte. No censo de 1999 foram contados 30 habitantes.

## Localidades e Monumentos
A capela de Saint Ambroise ----
Na sua parte mais antiga, a capela data do século XIII. A capela está implantada nos flancos de uma escarpa que domina Busserotte. Ela tem como padroeiro Santo Ambrósio (340–397, Arcebispo de Milão).